# 박스 대 계획양육연대 인디애나 및 켄터키 지부 소송
박스 대 계획양육연대 인디애나 및 켄터키 지부(법원 기록 18–483)는 인디애나주에서 통과된 2016년 낙태금지법의 합헌성을 다루는 미국 대법원 사건이었다.
단지 태아의 성별, 인종, 국적, 혹은 장애로 인해 행해지는 낙태를 인디애나 법은 금지해왔다.
수정헌법 14조의 사생활과 관련한 여성의 낙태권을 침해하는 법의 확정을 하급심들은 막아왔었는데, 결정적인 판례인 로 대 웨이드 그리고 계획양육 대 케이시에서 이전에 확정된 것처럼 말이다.
하급 법원들은 또한 다음과 같은 그 법의 또다른 부분의 확정을 막았는데 그것은 낙태된 태아의 매장이나 화장을 통한 처분을 요구하는 법의 부분이다.
대법원에 의한 익명[페르 쿠리암] 판결은 그 법의 태아 처분 부분에 대한 가처분을 뒤집었지만, 한편으로는 반차별 조항들에 대한 하급심의 판결을, 이것들을 그대로 두면서 바꾸려하거나 승인하지 않았다.